# Рора
Рора (італ. Rorà, п'єм. Rorà) — муніципалітет в Італії, у регіоні П'ємонт,  метрополійне місто Турин.
Рора розташована на відстані близько 540 км на північний захід від Рима, 50 км на південний захід від Турина.
Населення — 260 осіб (2014).
Щорічний фестиваль відбувається 26 липня. Покровитель — Sant'Anna.

## Демографія
Населення за роками:

Станом на 1 січня 2023 року в муніципалітеті офіційно проживало 5 іноземців з 3 країн, серед них 4 громадяни країн Євросоюзу.

## Сусідні муніципалітети
- Баньйоло-П'ємонте
- Лузерна-Сан-Джованні
- Торре-Пелліче
- Віллар-Пелліче